# Бренді Ледфорд
Бренді Лі Ледфорд (англ. Brandy Lee Ledford, також відома під іменами Жизель і Бренді Сендерс; нар. 4 лютого 1969) — американська актриса і модель. У 1992 році стала «Кицька року» (англ. Pet of the Year) журналу Penthouse.

## Біографія
Бренді Ледфорд відома своїми ролями в телесеріалах. Вона грала роль Дойл в науково-фантастичному серіалі «Андромеда», Доун Мастертон в 10-му сезоні серіалу «Рятувальники Малібу», у фантастичному серіалі «Людина-невидимка» телеканалу Sci Fi Channel, а також головні ролі в інших серіалах.

## Особисте життя
У 1998 році було вкрадено домашнє відео з Бренді Ледфорд, вокалістом групи Mötley Crüe Вінсом Нілом і порнозіркою Джанін Ліндмалдер, на якому вони втрьох займалися сексом під час відпочинку на Гавайських островах. У підсумку це відео було випущено під назвою Janine and Vince Neil Hardcore Uncensored тією ж компанією Internet Entertainment Group, яка поширювала секс-відео Памели Андерсон і барабанника Mötley Crüe Томмі Лі.
Ледфорд є побожною християнкою, і описує Ісуса як «найбільшу любов свого життя».

## Фільмографія
| Рік       |    | Українська назва                               | Оригінальна назва                                               | Роль                   |
| --------- | -- | ---------------------------------------------- | --------------------------------------------------------------- | ---------------------- |
| 1991      | в  | Penthouse: Розкішні жінки, розкішні автомобілі | Penthouse: Fast Cars Fantasy Women                              | в ролі самої себе      |
| 1991      | в  | Penthouse Pet of the Year Play-Off 1991        | Penthouse Pet of the Year Play-Off 1991                         |                        |
| 1993      | ф  | Руйнівник                                      | Demolition Man                                                  | Fiber Op Girl          |
| 1993      | ф  | Непристойное поведение                         | Indecent Behavior                                               | Елейн Крофт            |
| 1994      | в  | Останній пляж                                  | Last Resort                                                     | русалка                |
| 1994      | с  | Шоу Джорджа Карліна                            | The George Carlin Show                                          | Тэмми                  |
| 1994      | с  | Шёлковые сети                                  | Silk Stalkings                                                  | Тамара Найт            |
| 1995      | ф  | Killing for Love                               | Killing for Love                                                | Селена                 |
| 1995      | с  | Одружені… з дітьми                             | Married… with Children                                          | Бренді                 |
| 1995      | с  | High Tide                                      | High Tide                                                       | Сандра Пек             |
| 1995      | с  | Крутой Уокер: правосудие по-техасски           | Walker, Texas Ranger                                            | Ліза Барнс             |
| 1996      | в  | Непреодолимый порыв                            | Irresistible Impulse                                            | Хезер МакНіл           |
| 1996      | тф | Pier 66                                        | Pier 66                                                         | Алекс Девіс            |
| 1996      | тф | Паніка в небесах                               | Panic in the Skies!                                             | Шарлін Девіс           |
| 1997—1998 | с  | Автодром                                       | Fast Track                                                      | Мімі Чендлер           |
| 1998      | с  | За гранью возможного                           | The Outer Limits                                                | доктор Елана Чомскі    |
| 1998      | с  | Парадокс                                       | Welcome to Paradox                                              | сержант Дарсі          |
| 1998      | с  | Перша Хвиля                                    | First Wave                                                      | Мішель                 |
| 1999      | с  | Шоу Дрю Кері                                   | The Drew Carey Show                                             | модель                 |
| 1999      | с  | Вайпер                                         | Viper                                                           | Тина Блум              |
| 1999      | с  | Полтергейст: Наследие                          | Poltergeist: The Legacy                                         | Викки                  |
| 2000      | ф  | Just Candy                                     | Just Candy                                                      |                        |
| 1999—2000 | с  | Рятівники Малібу                               | Baywatch                                                        | Доун Мастертон         |
| 2000      | ф  | Мої 5 дружин                                   | My 5 Wives                                                      | Бланш                  |
| 2000      | ф  | Падшие                                         | We All Fall Down                                                |                        |
| 2000      | тф | Головна мішень                                 | First Target                                                    | Келсі Іннс             |
| 2001      | ф  | Separate Ways                                  | Separate Ways                                                   |                        |
| 2001      | тф | Рокери                                         | Strange Frequency                                               | Крістін                |
| 2001      | ф  | Щурячі перегони                                | Rat Race                                                        | Віккі                  |
| 2001      | тф | Пастка для свінгерів                           | Zebra Lounge                                                    | Венді Барнет           |
| 2001      | с  | Рокери                                         | Strange Frequency                                               | Крістін                |
| 2001—2002 | с  | Людина-невидимка                               | The Invisible Man                                               | Алекс Монро            |
| 2002      | с  | Таємниці Смолвіля                              | Smallville                                                      | місіс Гібсон           |
| 2002      | тф | Ми ще зустрінемося                             | We’ll Meet Again                                                | Моллі Ласч             |
| 2004      | тф | Линия разлома                                  | Faultline                                                       | Лінн Ларсон Макалістер |
| 2004      | тф | Історія Ангелів Чарлі                          | Behind the Camera: The Unauthorized Story of 'Charlie's Angels' | Кенді Спеллінг         |
| 2004      | ф  | Ice Men                                        | Ice Men                                                         | Рене                   |
| 2004      | с  | Спецгрупа                                      | Cold Squad                                                      | Кори Томпсон           |
| 2004      | с  | Зоряна брама: SG-1                             | Stargate SG-1                                                   | Зарен                  |
| 2004—2005 | с  | Андромеда                                      | Andromeda                                                       | Дойл                   |
| 2006      | с  | Зоряна брама: Атлантида                        | Stargate: Atlantis                                              | Норина                 |
| 2006      | в  | Fracture                                       | Fracture                                                        | дружина #2             |
| 2006—2007 | с  | Вістлер                                        | Whistler                                                        | Шелбі Верленд          |
| 2008      | тф | Гнів жінки                                     | The Love of Her Life                                            | Кэтрин Браун           |
| 2009      | с  | Американська сімейка                           | Modern Family                                                   | Дезіре                 |